# Cử Nam
Cử Nam (tiếng Trung: 莒南县, Hán Việt: Cử Nam huyện) là một huyện thuộc địa cấp thị Lâm Nghi, tỉnh Sơn Đông, Cộng hòa Nhân dân Trung Hoa. Huyện này có diện tích 1752,18 km2, dân số 990.000 người (2001). Huyện Cử Nam được chia thành các đơn vị hành chính gồm 18 trấn. Đây là một huyền miền núi của Lâm Nghi.

## Khí hậu
| Dữ liệu khí hậu của Cử Nam (1991–2020 normals, extremes 1981–2010) | Dữ liệu khí hậu của Cử Nam (1991–2020 normals, extremes 1981–2010) | Dữ liệu khí hậu của Cử Nam (1991–2020 normals, extremes 1981–2010) | Dữ liệu khí hậu của Cử Nam (1991–2020 normals, extremes 1981–2010) | Dữ liệu khí hậu của Cử Nam (1991–2020 normals, extremes 1981–2010) | Dữ liệu khí hậu của Cử Nam (1991–2020 normals, extremes 1981–2010) | Dữ liệu khí hậu của Cử Nam (1991–2020 normals, extremes 1981–2010) | Dữ liệu khí hậu của Cử Nam (1991–2020 normals, extremes 1981–2010) | Dữ liệu khí hậu của Cử Nam (1991–2020 normals, extremes 1981–2010) | Dữ liệu khí hậu của Cử Nam (1991–2020 normals, extremes 1981–2010) | Dữ liệu khí hậu của Cử Nam (1991–2020 normals, extremes 1981–2010) | Dữ liệu khí hậu của Cử Nam (1991–2020 normals, extremes 1981–2010) | Dữ liệu khí hậu của Cử Nam (1991–2020 normals, extremes 1981–2010) | Dữ liệu khí hậu của Cử Nam (1991–2020 normals, extremes 1981–2010) |
| Tháng                                                              | 1                                                                  | 2                                                                  | 3                                                                  | 4                                                                  | 5                                                                  | 6                                                                  | 7                                                                  | 8                                                                  | 9                                                                  | 10                                                                 | 11                                                                 | 12                                                                 | Năm                                                                |
| ------------------------------------------------------------------ | ------------------------------------------------------------------ | ------------------------------------------------------------------ | ------------------------------------------------------------------ | ------------------------------------------------------------------ | ------------------------------------------------------------------ | ------------------------------------------------------------------ | ------------------------------------------------------------------ | ------------------------------------------------------------------ | ------------------------------------------------------------------ | ------------------------------------------------------------------ | ------------------------------------------------------------------ | ------------------------------------------------------------------ | ------------------------------------------------------------------ |
| Cao kỉ lục °C (°F)                                                 | 16.1 (61.0)                                                        | 23.1 (73.6)                                                        | 27.5 (81.5)                                                        | 32.7 (90.9)                                                        | 38.8 (101.8)                                                       | 38.0 (100.4)                                                       | 41.4 (106.5)                                                       | 36.5 (97.7)                                                        | 36.0 (96.8)                                                        | 33.7 (92.7)                                                        | 25.9 (78.6)                                                        | 18.6 (65.5)                                                        | 41.4 (106.5)                                                       |
| Trung bình ngày tối đa °C (°F)                                     | 4.6 (40.3)                                                         | 7.7 (45.9)                                                         | 13.4 (56.1)                                                        | 20.2 (68.4)                                                        | 25.7 (78.3)                                                        | 29.1 (84.4)                                                        | 30.6 (87.1)                                                        | 30.0 (86.0)                                                        | 26.7 (80.1)                                                        | 21.2 (70.2)                                                        | 13.5 (56.3)                                                        | 6.6 (43.9)                                                         | 19.1 (66.4)                                                        |
| Trung bình ngày °C (°F)                                            | −0.3 (31.5)                                                        | 2.4 (36.3)                                                         | 7.6 (45.7)                                                         | 14.2 (57.6)                                                        | 19.9 (67.8)                                                        | 23.6 (74.5)                                                        | 26.3 (79.3)                                                        | 25.8 (78.4)                                                        | 21.7 (71.1)                                                        | 15.8 (60.4)                                                        | 8.5 (47.3)                                                         | 1.8 (35.2)                                                         | 13.9 (57.1)                                                        |
| Tối thiểu trung bình ngày °C (°F)                                  | −4.0 (24.8)                                                        | −1.5 (29.3)                                                        | 3.0 (37.4)                                                         | 9.2 (48.6)                                                         | 15.0 (59.0)                                                        | 19.5 (67.1)                                                        | 23.2 (73.8)                                                        | 22.7 (72.9)                                                        | 17.8 (64.0)                                                        | 11.4 (52.5)                                                        | 4.4 (39.9)                                                         | −1.9 (28.6)                                                        | 9.9 (49.8)                                                         |
| Thấp kỉ lục °C (°F)                                                | −17.2 (1.0)                                                        | −14.0 (6.8)                                                        | −10.1 (13.8)                                                       | −2.6 (27.3)                                                        | 3.4 (38.1)                                                         | 10.3 (50.5)                                                        | 16.2 (61.2)                                                        | 12.7 (54.9)                                                        | 6.5 (43.7)                                                         | −1.4 (29.5)                                                        | −9.0 (15.8)                                                        | −16.1 (3.0)                                                        | −17.2 (1.0)                                                        |
| Lượng Giáng thủy trung bình mm (inches)                            | 12.7 (0.50)                                                        | 17.8 (0.70)                                                        | 21.9 (0.86)                                                        | 35.7 (1.41)                                                        | 67.7 (2.67)                                                        | 90.5 (3.56)                                                        | 228.3 (8.99)                                                       | 201.9 (7.95)                                                       | 86.0 (3.39)                                                        | 33.6 (1.32)                                                        | 31.6 (1.24)                                                        | 16.2 (0.64)                                                        | 843.9 (33.23)                                                      |
| Số ngày giáng thủy trung bình (≥ 0.1 mm)                           | 3.6                                                                | 4.4                                                                | 4.8                                                                | 6.5                                                                | 7.2                                                                | 8.1                                                                | 13.2                                                               | 13.1                                                               | 7.4                                                                | 5.5                                                                | 5.2                                                                | 3.6                                                                | 82.6                                                               |
| Số ngày tuyết rơi trung bình                                       | 3.3                                                                | 3.0                                                                | 1.3                                                                | 0.1                                                                | 0                                                                  | 0                                                                  | 0                                                                  | 0                                                                  | 0                                                                  | 0                                                                  | 0.7                                                                | 2.0                                                                | 10.4                                                               |
| Độ ẩm tương đối trung bình (%)                                     | 62                                                                 | 62                                                                 | 59                                                                 | 60                                                                 | 64                                                                 | 71                                                                 | 81                                                                 | 82                                                                 | 74                                                                 | 67                                                                 | 66                                                                 | 63                                                                 | 68                                                                 |
| Số giờ nắng trung bình tháng                                       | 165.5                                                              | 163.2                                                              | 207.8                                                              | 221.2                                                              | 239.4                                                              | 203.3                                                              | 176.8                                                              | 183.6                                                              | 187.7                                                              | 194.9                                                              | 165.3                                                              | 168.8                                                              | 2.277,5                                                            |
| Phần trăm nắng có thể                                              | 53                                                                 | 53                                                                 | 56                                                                 | 56                                                                 | 55                                                                 | 47                                                                 | 40                                                                 | 44                                                                 | 51                                                                 | 56                                                                 | 54                                                                 | 56                                                                 | 52                                                                 |
| Nguồn: China Meteorological Administration                         |                                                                    |                                                                    |                                                                    |                                                                    |                                                                    |                                                                    |                                                                    |                                                                    |                                                                    |                                                                    |                                                                    |                                                                    |                                                                    |